# Emil Bologa
Emil Bologa (n. 16 aprilie 1876, Banabic – d. 2 martie 1967) a fost un deputat în Marea Adunare Națională de la Alba Iulia, organismul legislativ reprezentativ al „tuturor românilor din Transilvania, Banat și Țara Ungurească”, cel care a adoptat hotărârea privind Unirea Transilvaniei cu România, la 1 decembrie 1918.:p. 133

## Biografie
Emil Bologa s-a născut în comuna Banabic, la data de 16 aprilie 1876. A avut studii liceale. A fost comerciant, înainte de 1918 fiind președintele „Asociației comercianților români din Brașov”. A decedat la 2 martie 1967.:p. 133

## Activitatea politică

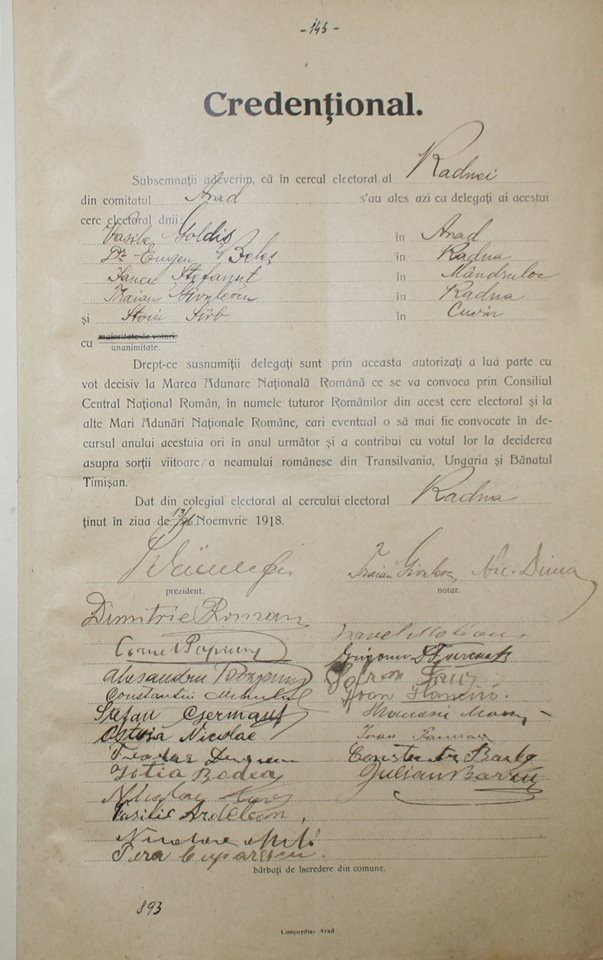
Credențional

A participat la Marea Adunare Națională de la Alba Iulia din 1 decembrie 1918 ca delegat al „Asociației comercianților români din Brașov”.:p. 133